# Марцинюк Валерій Костянтинович
Вале́рій Костянти́нович Марциню́к (1 лютого 1976 — 21 листопада 2015) — солдат Збройних сил України, учасник російсько-української війни.

## Життєпис
Народився 1976 року в місті Радомишль (також вказується село Сьомаки Волинської області); навчався в початкових класах Одерадівської ЗОШ. 1985 року переїхав на проживання у село Радомишль Луцького району, де здобув середню освіту. Мешкав у місті Луцьк.
В 1994 році закінчив Торчинське профтехнічне училище № 3.
З 1996 по 2000 рік працював в органах внутрішніх справ міста Луцька. Згодом перейшов працювати в охоронну службу.
З червня 1994 по травень 1996 року проходив військову службу в Збройних Силах України.
Мобілізований у березні 2015 року; солдат, номер обслуги 93-ї окремої механізованої бригади.
21 листопада 2015-го загинув під час виконання завдання поблизу міста Селідове Донецької області — від кульового поранення в груди, перебуваючи на позиції.
25 листопада 2015 року похований у селі Гаразджа на Алеї почесних поховань.
Без Валерія лишились дружина Руслана Павлівна та син.

## Вшанування
- 13 травня 2016 року відкрито меморіальну дошку Валерію Марцинюку у селі Радомишль.
- Почесний громадянин Луцька і Луцької міської територіальної громади (посмертно; рішення Луцької міської ради від 25 липня 2018 року № 44/1)[2]
- Портрет героя розміщено на меморіалі "Стіна пам'яті полеглих за Україну" у Києві: секція 7, ряд 10, місце 41.